# Sofia Mestari
Sofia Mestari (27 de septiembre de 1980, Casablanca) es una cantante marroquí, radicada en París, Francia con su familia desde los diez años de edad.

## Eurovisión 2000
En el año 2000, Mestari participó en el Festival de la Canción de Eurovisión, donde representó a Francia con la canción "On aura le ciel" ("Tendremos el cielo"), donde terminó en el puesto 23 con 5 puntos.

## Carrera
Tiempo después, ella lanza su álbum debut con el mismo nombre que la canción que interpretó en Eurovisión, con dos sencillos, "On aura le ciel" y "Velos Derrière les", hasta que en 2003, lanza su segundo álbum de estudio, titulado En plein coeur de la nuit, del cual se lanzó el sencillo "Ne pars pas". Esta última canción, estuvo 23 semanas en las listas de Singles Chart en el puesto #27. Su tercer álbum, titulado La vie en entier fue lanzado el 16 de junio de 2008. Su más reciente trabajo, A la croisée des chemins fue lanzado en 2011.
Entre sus mayores influencias musicales se puede mencionar a Tracy Chapman, Sting y Aretha Franklin.

## Discografía
- On aura le ciel (2000)
- En plein cœur de la nuit (2003)
- La vie en entier (2008)
- A la croisée des chemins (2011)